# Erringibba-Nationalpark
Der Erringibba-Nationalpark (engl.: Erringibba National Park) ist ein Nationalpark im Südosten des australischen Bundesstaates Queensland.

## Lage
Er liegt 329 km westlich von Brisbane und rund 50 km östlich von Surat.

## Geschichte
Das Gebiet wurde vom australischen Botaniker David Gordon (1899–2001) als unberührtes Land zur Errichtung eines Nationalparks dem Bundesstaat Queensland geschenkt.

## Zufahrt
Der Park ist über die Surat Developmental Road (64 km von Surat nach Osten, bis Glenmorgan) zu erreichen.